# 名鉄DB9形ディーゼル機関車
名鉄DB9形ディーゼル機関車（めいてつDB9がたディーゼルきかんしゃ）は、かつて名古屋鉄道、名古屋臨海鉄道で運用されたディーゼル機関車である。1両（9）のみ存在した。

## 概要
- 1957年（昭和32年）3月、加藤製作所が製造した小型のディーゼル機関車である。車両の車籍は名古屋鉄道であったが、所有権は日本通運にあった。東名古屋港の貨車操車用として運用されていた。
- 1965年（昭和40年）に名古屋臨海鉄道の開業とともに日本通運の所有のまま名古屋臨海鉄道に移ったが、1970年（昭和45年）9月に除籍され名古屋鉄道に移った。このさいも所有は日本通運、車籍は名古屋鉄道となっている。1971年（昭和46年）8月に廃車となった。